# Seenotrettungsstation Hörnum
Die Seenotrettungsstation Hörnum ist ein Stützpunkt der Deutschen Gesellschaft zur Rettung Schiffbrüchiger (DGzRS) in Schleswig-Holstein im Süden der Insel Sylt. Für die Seenotrettung auf der Nordsee und dem Wattenmeer zwischen der Insel Föhr und dem Festland können die freiwilligen Seenotretter aus Hörnum auf das Seenotrettungsboot (SRB) Horst Heiner Kneten zurückgreifen. Das Boot entspricht der aktuellen Bauform der 3. Generation von Rettungsbooten, die für die Flachwassergebiete vor den Küsten entwickelt wurden. Die 10,1 Meter langen Boote erreichen mit ihrem 320-PS-Dieselmotor 18 Knoten Geschwindigkeit und können dank des starken Motors auch größere Schiffe in Schlepp nehmen. Im Revier müssen sie gestrandeten Sportbooten oder auch Fahrgastschiffen und Fischerbooten in Schwierigkeiten zu Hilfe kommen. Für größere Einsätze erfolgt die Zusammenarbeit mit den Nachbarstationen:
- Kreuzer der Seenotrettungsstation List/Sylt
- Kreuzer der Seenotrettungsstation Amrum

Bei einem Seenotfall erfolgt die Alarmierung durch die Zentrale der DGzRS in Bremen, wo die Seenotleitung Bremen (MRCC Bremen) ständig alle Alarmierungswege für die Seenotrettung überwacht.

## Geschichte
Zwischen 1936 und 1961 setzte die DGzRS von Hörnum aus verschiedene Motorrettungsboote der Vorkriegsgenerationen und zum Schluss den Versuchskreuzer Bremen (III) ein. Danach war die Station zehn Jahre nicht mehr besetzt und wurde 1971 wieder eingerichtet. Aus der Ende der 1960er Jahre neu entwickelten Serie der 7-Meter-Klasse erhielt die Station im Juli das SRB Kaatje. 1975 erfolgte die Verlegung des kleinen Bootes an die Flensburger Förde zur Seenotrettungsstation Langballigau.
Ab Oktober 1977 lag mit der Hörnum ein Neubau aus der 9-Meter-Klasse im Hafen, die wie das Vorgängerboot der 1. Generation SRB angehörte. Nach 23 Jahren wechselte das Boot von Sylt nach Mecklenburg-Vorpommern zur Seenotrettungsstation Prerow/Wieck auf der Halbinsel Darß. Die DGzRS stationierte als Ersatz im Dezember 1999 die Hertha Jeep, den 5. Neubau der 9,5-Meter-Klasse aus der 3. Generation von SRB mit vollständig geschlossenem Steuerhaus. Schon im Mai 2006 musste dieses Boot die Station verlassen und wurde zur Seenotrettungsstation Stralsund verlegte, weil von der Fassmer-Werft der 60 cm längere Neubau Horst Heiner Kneten aus der gleichen Klasse eintraf.

## Fotogalerie der Rettungsboote

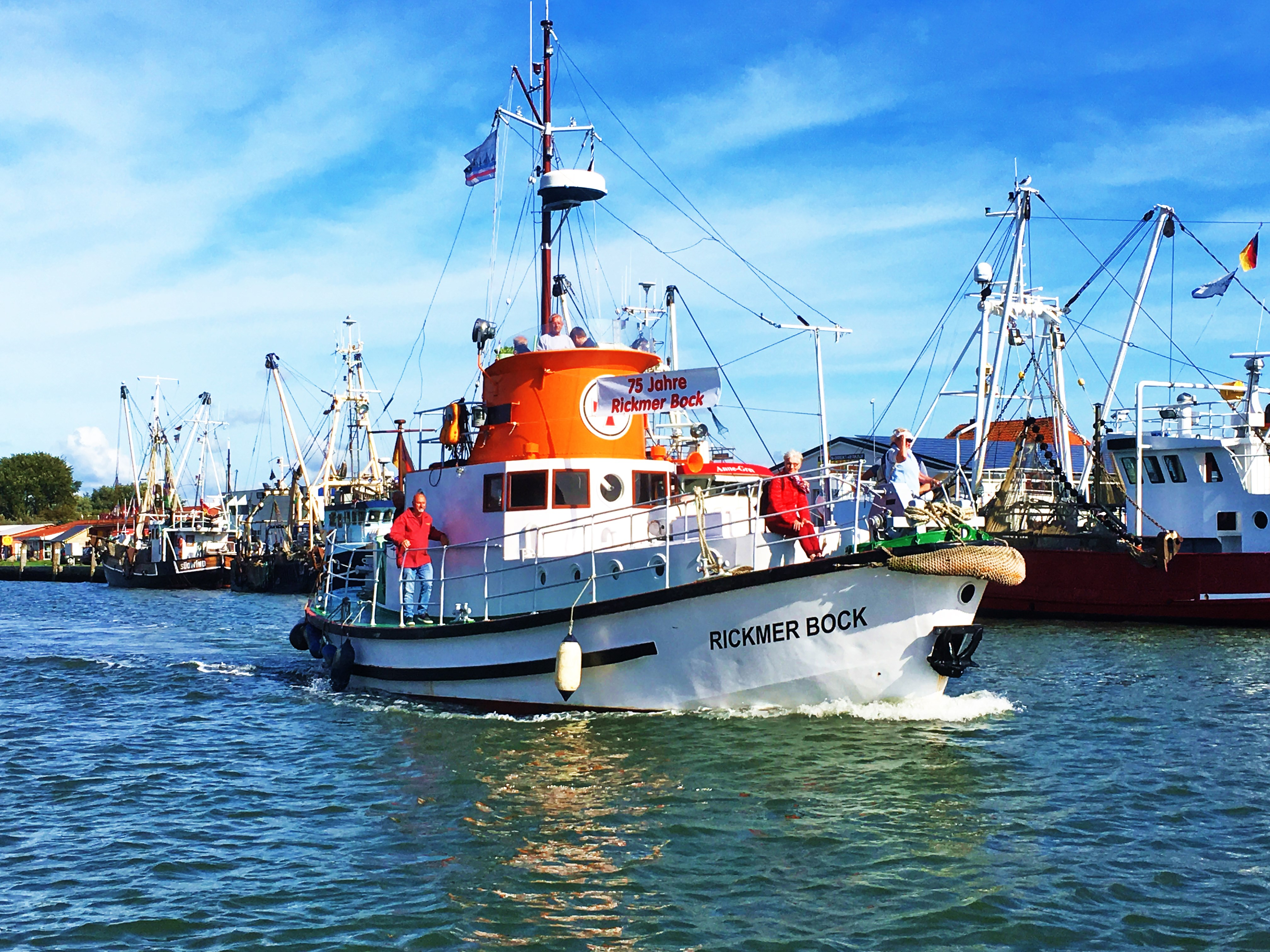
Die RICKMER BOCK in Büsum
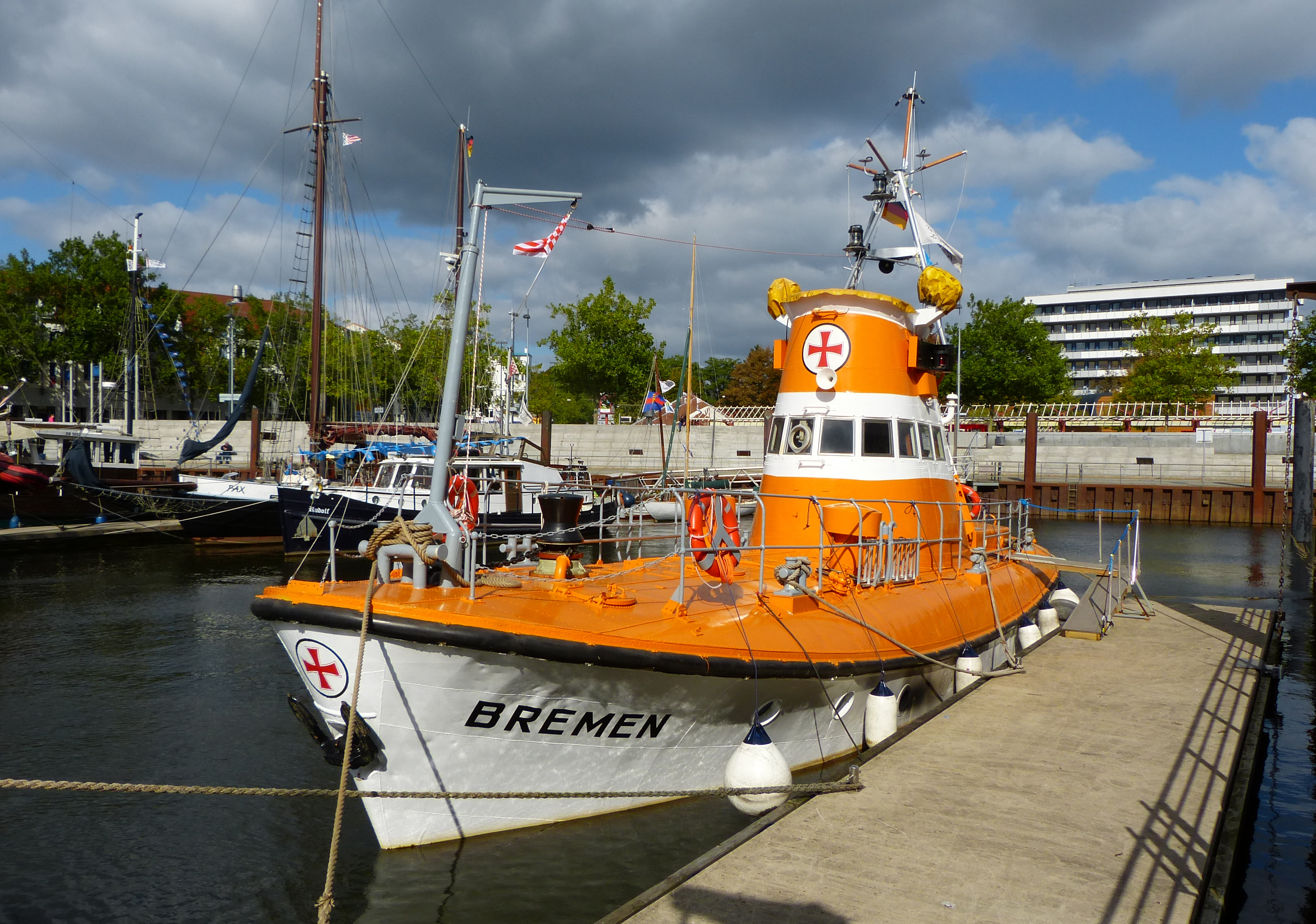
Versuchskreuzer BREMEN (III)
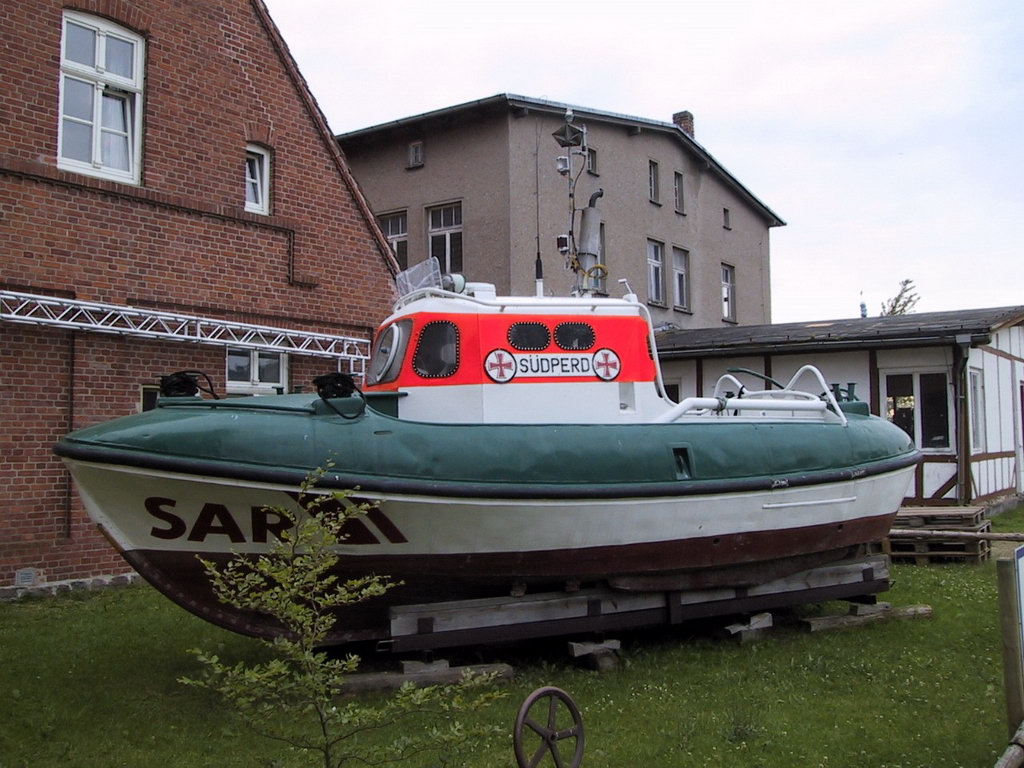
ex SRB KAATJE – letzter Name SÜDPERD als Museumsboot am Kap Arkona
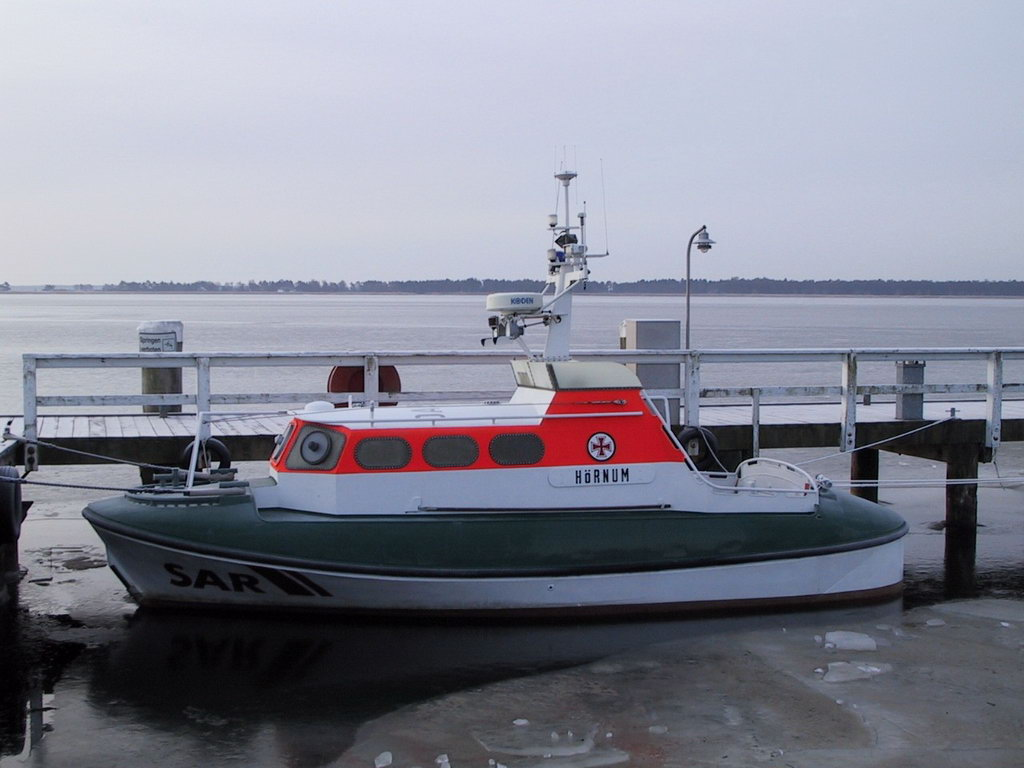
SRB HÖRNUM auf letzter Station in Wieck (Darß)
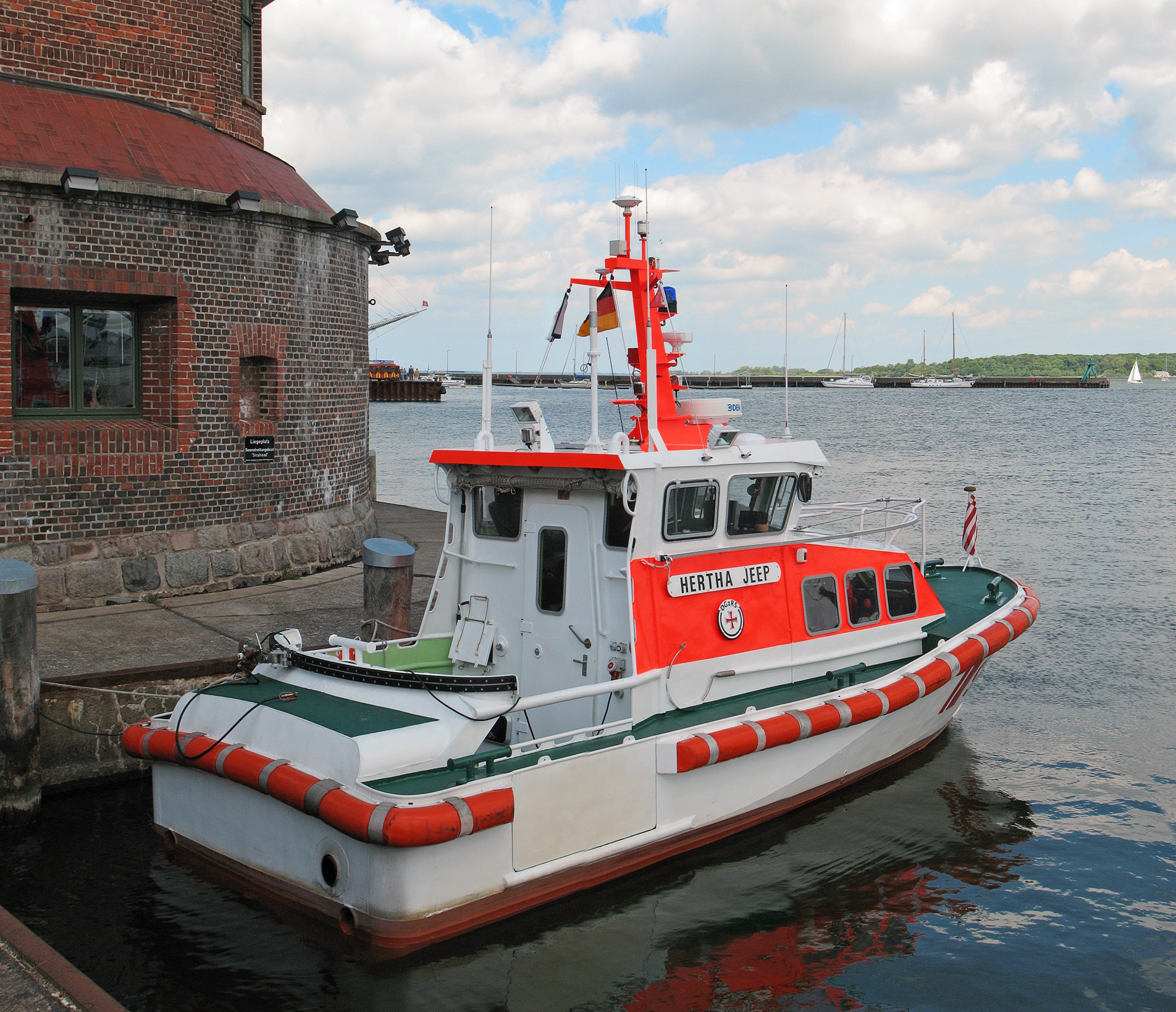
SRB HERTHA JEEP in Stralsund

## Historie der motorisierten Rettungseinheiten
| Stationierung von Motorrettungsbooten  | | | | | | | |
| Zeitraum                               | Schiffsname | Reg.-Nr. | Länge oder Klasse | Anz. Motoren ges. Leistung | Geschw. | vorige Station | Verlegung nach oder Verbleib |
| 1936 → 1940                            | HAMBURG (I) | KR D 414 | 11,85 Meter | 1 → 50 PS | 8,0 kn | von Friedrichskoog | → Langeoog |
| 1940 → 1942                            | GEHEIMRAT SARTORI (I) | KR D 416 | 11,85 Meter | 1 → 50 PS | 8,0 kn | von Wrementief | ausgemustert |
| 1942 → 1944                            | GEHEIMRAT SARTORI (II) * | KR D 406 | 12,50 Meter | 1 → 50 PS | 8,0 kn | von Amrum-Süd | → List |
| 1944 → 1955                            | GEHEIMRAT SARTORI (III) ** | KR B 205 | 13-m-Serie | 1 → 150 PS | 9,0 kn | von Dorumertief | → Friedrichskoog |
| Erl.:                                  | * Die GEHEIMRAT SARTORI (II) trug in Amrum den Namen HERMANN FREESE (I) ** Die GEHEIMRAT SARTORI (III) trug in Dorumertief den Namen GEHEIMRAT HEINRICH GERLACH (II) | * Die GEHEIMRAT SARTORI (II) trug in Amrum den Namen HERMANN FREESE (I) ** Die GEHEIMRAT SARTORI (III) trug in Dorumertief den Namen GEHEIMRAT HEINRICH GERLACH (II) | * Die GEHEIMRAT SARTORI (II) trug in Amrum den Namen HERMANN FREESE (I) ** Die GEHEIMRAT SARTORI (III) trug in Dorumertief den Namen GEHEIMRAT HEINRICH GERLACH (II) | * Die GEHEIMRAT SARTORI (II) trug in Amrum den Namen HERMANN FREESE (I) ** Die GEHEIMRAT SARTORI (III) trug in Dorumertief den Namen GEHEIMRAT HEINRICH GERLACH (II) | * Die GEHEIMRAT SARTORI (II) trug in Amrum den Namen HERMANN FREESE (I) ** Die GEHEIMRAT SARTORI (III) trug in Dorumertief den Namen GEHEIMRAT HEINRICH GERLACH (II) | * Die GEHEIMRAT SARTORI (II) trug in Amrum den Namen HERMANN FREESE (I) ** Die GEHEIMRAT SARTORI (III) trug in Dorumertief den Namen GEHEIMRAT HEINRICH GERLACH (II) | * Die GEHEIMRAT SARTORI (II) trug in Amrum den Namen HERMANN FREESE (I) ** Die GEHEIMRAT SARTORI (III) trug in Dorumertief den Namen GEHEIMRAT HEINRICH GERLACH (II) |
| 1955 → 1959                            | RICKMER BOCK | KR B 208 | 13-m-Serie | 1 → 150 PS | 9,0 kn | von List | → Büsum |
| 1960 → 1961                            | BREMEN (III) | KR D 424 | 17,5-m-Serie | 2 → 250 PS | 10,0 kn | von Bremerhaven | → Amrum |
| 1961 → 1971                            | Station nicht in Betrieb | Station nicht in Betrieb | Station nicht in Betrieb | Station nicht in Betrieb | Station nicht in Betrieb | Station nicht in Betrieb | Station nicht in Betrieb |
| Stationierung von Seenotrettungsbooten | | | | | | | |
| 1971 → 1975                            | KAATJE | KRST 17 | 7-m-Klasse (I) | 1 → 54 PS | 10,0 kn | Neubau | → Langballigau |
| 1977 → 1999                            | HÖRNUM | KRST 27 | 9-m-Klasse | 1 → 150 PS | 15,0 kn | Neubau | → Prerow/Wieck |
| 1999 → 2006                            | HERTHA JEEP | SRB 49 | 9,5-m-Klasse | 1 → 320 PS | 18,0 kn | Neubau | → Stralsund |
| seit 2006                              | HORST HEINER KNETEN | SRB 62 | 10,1-m-Klasse | 1 → 320 PS | 18,0 kn | Neubau | auf Station |

Quellen: 